# The Good Food Institute
The Good Food Institute (GFI) es una organización internacional sin ánimo de lucro 501(c)(3) que promueve la carne, los lácteos y los huevos de origen vegetal, así como la carne cultivada (también conocida como carne basada en células) como alternativas a los productos animales convencionales. GFI cuenta con unos 70 empleados en Estados Unidos, además de filiales en India, Israel, Brasil, Asia Pacífico y Europa. GFI involucra a científicos, responsables políticos y empresarios para hacer avanzar los productos de origen vegetal y la agricultura celular. GFI crea recursos de libre acceso y publica investigaciones científicas sobre tecnología cárnica de origen vegetal y celular. La organización sin ánimo de lucro también ayuda a los proveedores de servicios alimentarios establecidos, a los restaurantes, a los principales productores de carne y a las empresas alimentarias a expandirse hacia las proteínas alternativas. El mes de septiembre, GFI celebra la conferencia "The Good Food Conference" para "[acelerar] el mercado de la carne de origen vegetal y celular"
El objetivo principal del Good Food Institute es reducir el calentamiento global, la resistencia a los antimicrobianos, la pobreza mundial y la ganadería intensiva influyendo en la industria, los científicos, los inversores, los empresarios y los responsables políticos.

## Altruismo eficaz
GFI tiene vínculos con el movimiento de altruismo eficaz, ya que reducir el sufrimiento animal en las explotaciones de ganadería intensiva es una de las principales causas del movimiento.

### Revisión de Animal Charity Evaluators
Animal Charity Evaluators (ACE) nombró a GFI como una de las mejores organizaciones (la clasificación más alta del organismo de control de las organizaciones benéficas) en sus recomendaciones anuales sobre organizaciones sin ánimo de lucro de animales en noviembre de 2016, 2017, 2018, 2019 y 2020.
La revisión de ACE de 2018 enumeró como puntos fuertes de GFI su potencial para disminuir la demanda de productos animales -posiblemente mucho más rápido que los argumentos morales-, así como su liderazgo y visión estratégica. Sus puntos débiles, según ACE, son su relativamente corta trayectoria y las incógnitas sobre el calendario para comercializar carne de origen celular a un coste competitivo.